# Atletismo nos Jogos Pan-Americanos de 1991 - Lançamento de dardo masculino
A prova do lançamento de dardo masculino nos Jogos Pan-Americanos de 1991 foi realizada em 5 de agosto em Havana, Cuba.

## Medalhistas
| Ouro                    | Prata                              | Bronze                   |
| Ramón González CUB Cuba | Michael Barnett USA Estados Unidos | Luis Lucumí COL Colômbia |

### Final
| Posição           | Nome             | Nacionalidade      | Marca | Notas |
| ----------------- | ---------------- | ------------------ | ----- | ----- |
| Medalha de ouro   | Ramón González   | CUB Cuba           | 79.12 |       |
| Medalha de prata  | Michael Barnett  | USA Estados Unidos | 77.40 |       |
| Medalha de bronze | Luis Lucumí      | COL Colômbia       | 77.38 |       |
| 4                 | Héctor Duharte   | CUB Cuba           | 76.32 |       |
| 5                 | Juan de la Garza | MEX México         | 72.86 |       |
| 6                 | Steve Feraday    | CAN Canadá         | 71.80 |       |
| 7                 | Rodrigo Zelaya   | CHI Chile          | 70.86 |       |
| 8                 | Dave Stephens    | USA Estados Unidos | 69.80 |       |